# Stazione di Kensal Green
La stazione di Kensal Green è una stazione situata nel quartiere omonimo, nel borgo londinese di Brent. È servita dai servizi dalla metropolitana di Londra e da treni suburbani transitanti sulla linea lenta per Watford (sezione della West Coast Main Line).

## Storia
La stazione venne inaugurata il 1º ottobre 1916 sulla ferrovia Watford DC a nord della preesistente London and North Western Railway (LNWR) tra Euston e Watford.
I treni della linea Bakerloo erano già in servizio tra Queen's Park e Willesden Junction dal 10 maggio 1915.
Dal novembre 2007 i servizi della National Rail a Kensal Green sono operati dalla LOROL in accordo con Transport for London usando il simbolo del London Overground; la stazione è invece gestita dalla London Underground.

## Movimento
La stazione è servita dai treni della linea Bakerloo della metropolitana di Londra e dai treni della linea Watford DC della London Overground, transitanti lungo la linea ferroviaria omonima.
Il servizio della London Overground prevede, negli orari di morbida, quattro treni all'ora per direzione (verso Euston e verso Watford Junction).

## Interscambi
Nelle vicinanze della stazione effettuano fermata alcune linee automobilistiche, gestite da London Buses.
- Fermata autobus

## Galleria d'immagini

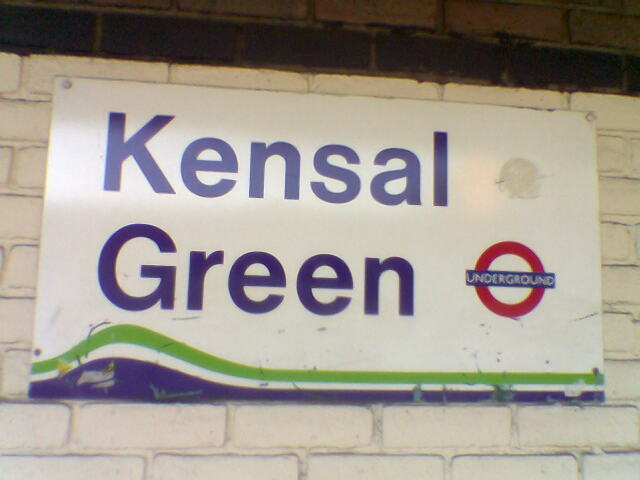
Vecchio segnale di stazione, con i colori del Silverlink prima delle modifiche del 2007.
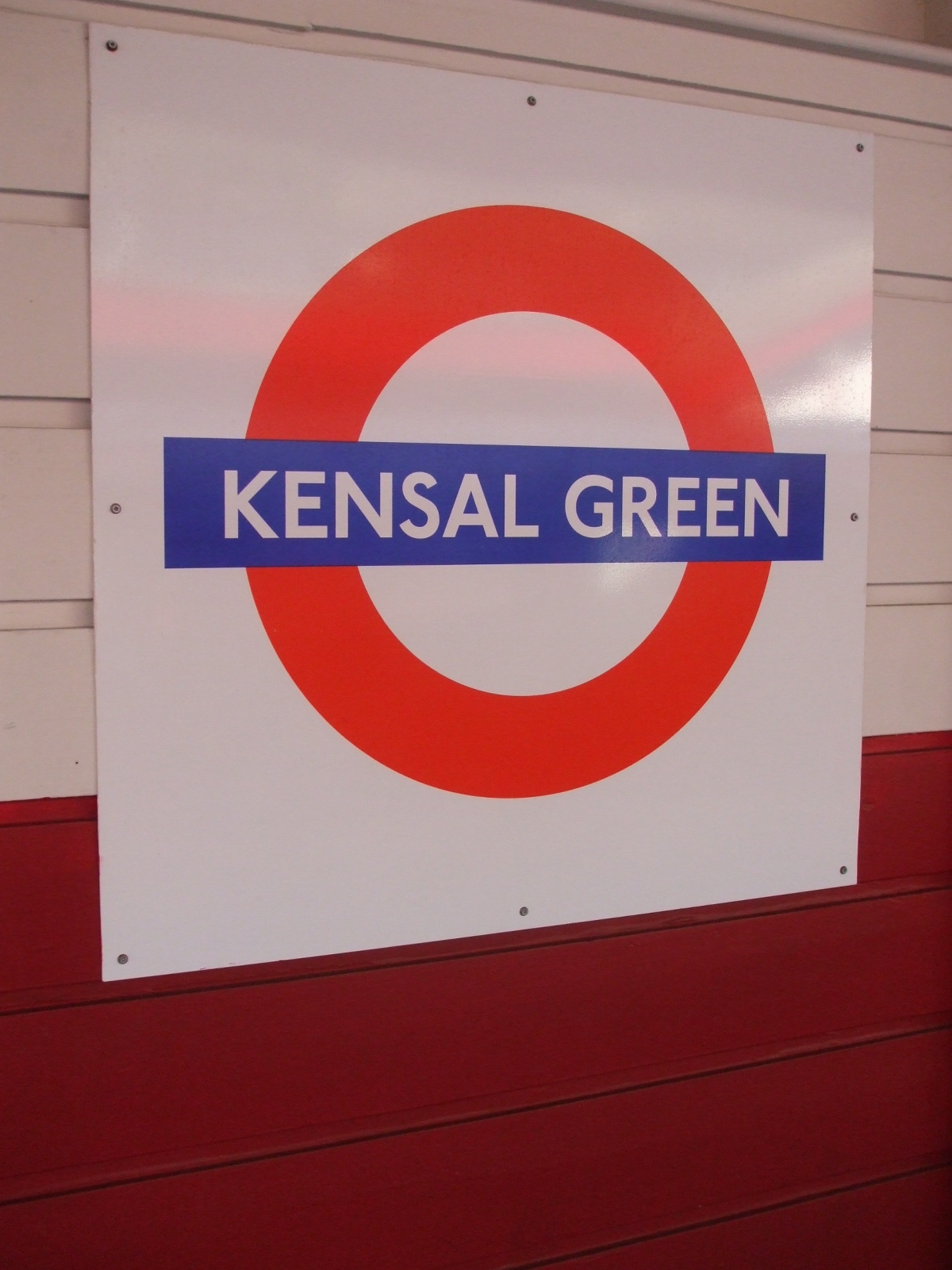
Nuova segnaletica della London Underground, installata dalla fine del 2007
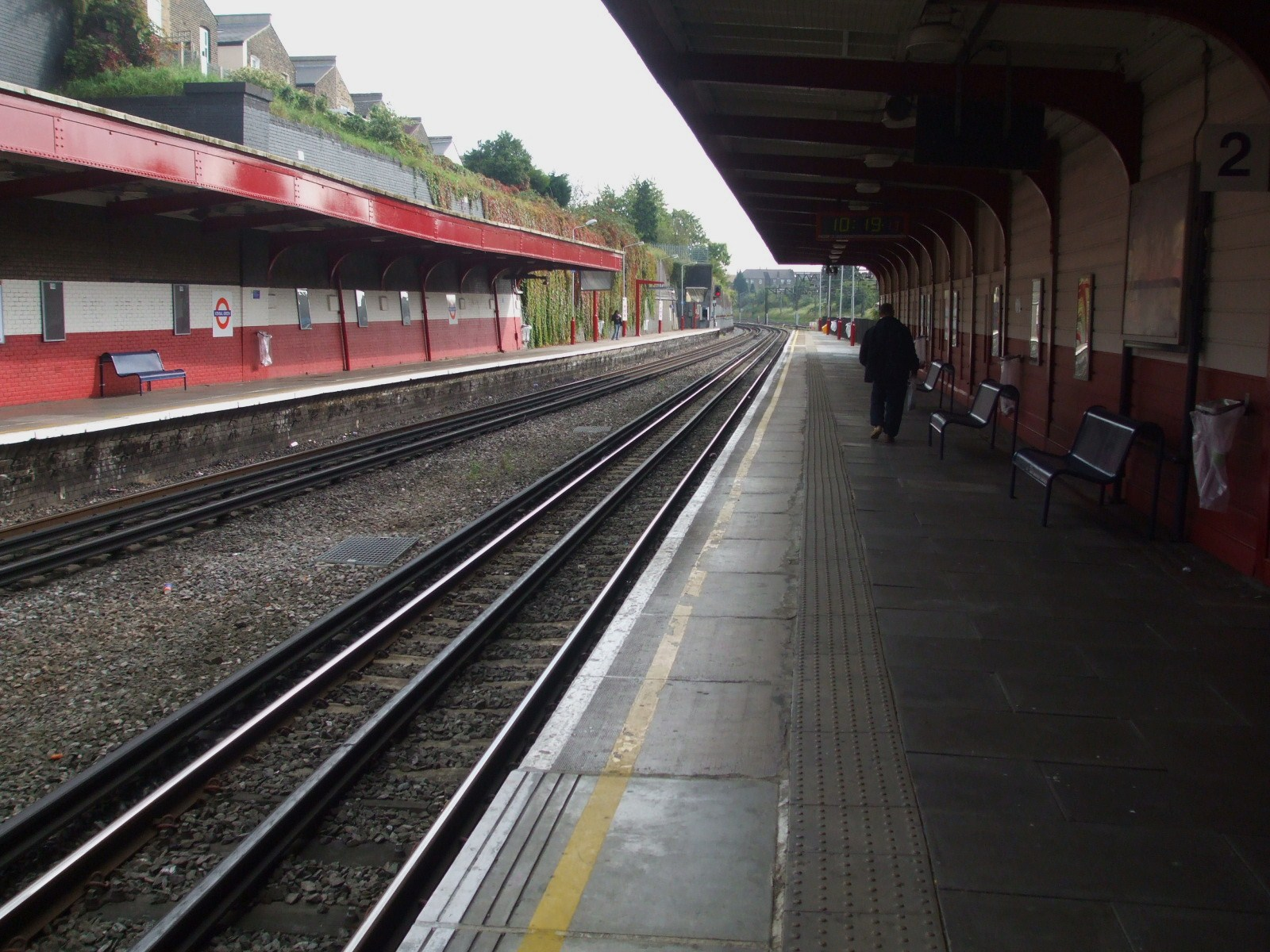
Binari in direzione sud
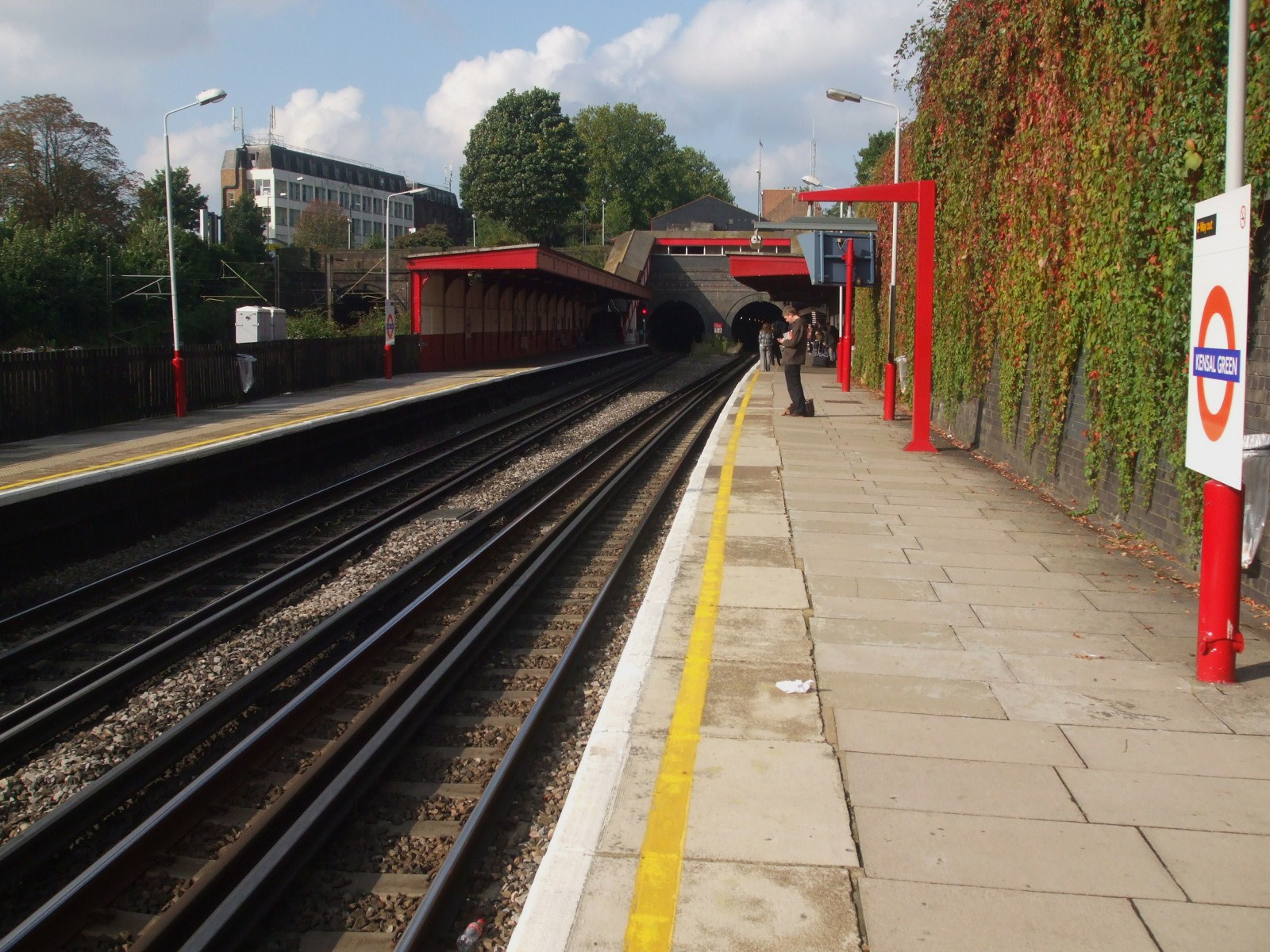
Binari in direzione nord